# دين هويل
دين هويل (بالإنجليزية: Dean Howell)‏ (29 نوفمبر 1980 في المملكة المتحدة - ) هو لاعب كرة قدم بريطاني في مركز الدفاع. لعب مع روشدين ودايموندز وكولتشستر يونايتد ونادي بوري ونادي روتشديل ونادي ساوثبورت ونادي كرو ألكساندرا ونادي كرولي تاون ونوتس كاونتي ونادي هاليفاكس تاون ونادي ألدرشوت تاون وفليتوود تاون ونادي موركامب وسبالدينغ يونايتد ‏ ونادي ويموث وغرايز أتلاتيك ‏.

## وصلات خارجية
- دين هويل على موقع قاعدة بيانات كرة القدم.إي يو (الإنجليزية)
- دين هويل على موقع Soccerbase.com (لاعب) (الإنجليزية)
- دين هويل على موقع Soccerway.com (الإنجليزية)